# Piracetam
Piracetam is een geneesmiddel dat op de markt wordt gebracht als een behandeling voor myoclonus en als smart drug die cognitieve functies verbetert. Er is weinig overtuigend wetenschappelijk onderzoek beschikbaar - sommige onderzoeken laten bescheiden voordelen zien in specifieke populaties en andere minimale of geen voordelen. Piracetam wordt in veel Europese landen als medicijn verkocht. In de Verenigde Staten wordt het als voedingssupplement op de markt gebracht.
Piracetam valt in de racetam-groep, met de chemische naam 2-oxo-1-pyrrolidine acetamide. Het is een derivaat van de neurotransmitter GABA (gamma-aminoboterzuur) en deelt dezelfde 2-oxo-pyrrolidon-basisstructuur met pyroglutaminezuur. Gerelateerde middelen zijn de anti-epileptica levetiracetam en brivaracetam, en de vermeende noötropica aniracetam en carfedon.

## Werkzaamheid

### Dementie
Een Cochrane-review uit 2001 concludeerde dat er niet genoeg bewijs was om piracetam voor te schrijven voor dementie of cognitieve problemen. Een review uit 2005 vond enig bewijs van voordeel bij oudere proefpersonen met cognitieve stoornissen. In 2008 merkte een werkgroep van de British Academy of Medical Sciences op dat veel van de tests met piracetam voor dementie gebreken vertoonden.
Er is geen bewijs dat piracetam van nut is bij de behandeling van vasculaire dementie.

### Depressie en angst
Sommige bronnen suggereren dat het algehele effect van piracetam op het verminderen van depressie en angst groter is dan op het verbeteren van het geheugen. Er is echter gemeld dat depressie een incidenteel nadelig effect van piracetam is.

### Overig
Piracetam kan de vervormbaarheid van erytrocyten in haarvaten vergemakkelijken, wat nuttig is voor hart- en vaatziekten. Perifere vasculaire effecten van piracetam suggereren dat het kan worden gebruikt voor duizeligheid, dyslexie, het  fenomeen van Raynaud en sikkelcelanemie. Er is geen bewijs voor het nut van piracetam bij de preventie van een sikkelcelcrisis of voor foetale nood tijdens de bevalling. Er is ook geen bewijs voor het nut van piracetam bij acute ischemische beroerte hoewel er discussie is over het nut ervan tijdens revalidatie na een beroerte.

### Anti-vasospasme
Piracetam blijkt de hechting van rode bloedcellen aan vaatwandendotheel te doen afnemen, waardoor eventuele vaatspasmen in het capillair minder worden. Dit draagt bij aan de werkzaamheid ervan bij het bevorderen van de microcirculatie, ook voor de hersenen en de nieren.

## Bijwerkingen
Symptomen van algemene prikkelbaarheid, waaronder angst, slapeloosheid, prikkelbaarheid, hoofdpijn, opwinding, nervositeit, tremor en hyperkinesie, worden af en toe gemeld. Andere gemelde bijwerkingen zijn slaperigheid, gewichtstoename, klinische depressie, zwakte, verhoogd libido en hyperseksualiteit.
Volgens een beoordeling uit 2005 is waargenomen dat piracetam de volgende bijwerkingen heeft: hyperkinesie, gewichtstoename, nervositeit, slaperigheid, depressie en asthenie.
Piracetam vermindert de aggregatie van bloedplaatjes en de fibrinogeenconcentratie en is daarom gecontraïndiceerd voor patiënten die lijden aan een hersenbloeding.

### Toxiciteit
De LD50 voor orale consumptie bij mensen is niet vastgesteld. De LD50 is 5.6 g/kg voor ratten en 20 g/kg voor muizen, wat wijst op een extreem lage acute toxiciteit. Ter vergelijking, bij ratten is de LD50 van vitamine C 12 g/kg en de LD50 van keukenzout is 3 gram/kg.

## Werkingsmechanismen
Het werkingsmechanisme van piracetam, zoals bij racetams in het algemeen, is niet volledig begrepen. Het medicijn beïnvloedt neuronale en vasculaire functies en beïnvloedt de cognitieve functie zonder als een kalmerend of stimulerend middel te werken. Piracetam is een positieve allosterische modulator van de AMPA-receptor, hoewel deze actie erg zwak is en de klinische effecten niet noodzakelijkerwijs door deze actie worden gemedieerd. Er wordt verondersteld dat het inwerkt op ionenkanalen of ionendragers, wat leidt tot een verhoogde prikkelbaarheid van neuronen. GABA- hersenmetabolisme en GABA-receptoren worden niet beïnvloed door piracetam.
Piracetam verbetert de functie van de neurotransmitter acetylcholine via muscarine- cholinerge (ACh)-receptoren die betrokken zijn bij geheugenprocessen. Bovendien kan piracetam een effect hebben op NMDA- glutamaatreceptoren, die betrokken zijn bij leer- en geheugenprocessen. Van piracetam wordt gedacht dat het de doorlaatbaarheid van het celmembraan verhoogt. Piracetam kan zijn globale effect op de neurotransmissie in de hersenen uitoefenen via modulatie van ionkanalen (zoals Na+, K+). Er is gevonden dat het het zuurstofverbruik in de hersenen verhoogt, blijkbaar in verband met het ATP-metabolisme, en de activiteit van adenylaatkinase in rattenhersenen verhoogt. Piracetam lijkt terwijl het zich in de hersenen bevindt de synthese van cytochroom b5 te verhogen dat deel uitmaakt van het elektronentransportmechanisme in mitochondriën. In de hersenen verhoogt het ook de permeabiliteit van sommige tussenproducten van de Krebs-cyclus door het mitochondriale buitenmembraan.
Piracetam remt de N-type calciumkanalen. De concentratie van piracetam bereikt in het centrale zenuwstelsel na een typische dosis van 1200 mg is veel hoger dan de concentratie die nodig is om N-type calciumkanalen te remmen (IC50 van piracetam in rattenneuronen was 3 μM).

## Geschiedenis
Piracetam werd voor het eerst gemaakt tussen 1950 en 1964 door Corneliu E. Giurgea. Er zijn meldingen dat het in de jaren vijftig werd gebruikt voor epilepsie.

## Maatschappij en cultuur
In 2009 was piracetam naar verluidt populair als een middel (smart drug) voor verbetering van cognitieve vaardigheden onder studenten.

### Wettelijke status
Piracetam is een niet-beperkte stof in de Verenigde Staten, wat betekent dat het legaal is om het zonder vergunning of recept te bezitten.

### Regelgevende status
In de Verenigde Staten is piracetam niet goedgekeurd door de Food and Drug Administration. Piracetam is niet toegestaan in samengestelde medicijnen of voedingssupplementen in de Verenigde Staten. Toch is het verkrijgbaar in een aantal voedingssupplementen.
In het Verenigd Koninkrijk is piracetam goedgekeurd als receptgeneesmiddel. Prescription Only Medicine (POM)-nummer is PL 20636/2524 voor volwassenen met myoclonus van corticale oorsprong, ongeacht de oorzaak, en moet worden gebruikt in combinatie met andere anti-myoclonische geneesmiddelen.
In Japan is piracetam goedgekeurd als voorgeschreven medicijn.
Piracetam heeft geen DIN in Canada en mag dus niet worden verkocht, maar kan voor persoonlijk gebruik in Canada worden geïmporteerd.
In Hongarije was piracetam een medicijn dat alleen op recept verkrijgbaar was, maar vanaf 2020 is geen recept nodig en is piracetam vrij verkrijgbaar onder de naam Memoril Mite als pillen van 600 mg.